# Firovói járás

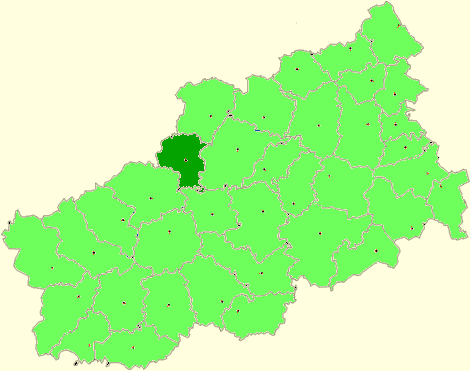
A Firovói járás a Tveri területen

A Firovói járás (oroszul Фировский район) Oroszország egyik járása a Tveri területen. Székhelye Firovo.

## Népesség
- 1989-ben 14 282 lakosa volt.
- 2002-ben 11 919 lakosa volt.
- 2010-ben 9 396 lakosa volt, melyből 9 064 orosz, 91 ukrán, 35 tatár, 24 cigány, 21 fehérorosz, 18 moldáv, 13 csecsen stb.